# Gayer-Anderson macska
A Gayer-Anderson macska néven ismert ókori egyiptomi szobor egy macska arannyal díszített bronzszobra a Későkor idejéből (i. e. 664–332 körül). Jelenleg a British Museum gyűjteményében található (katalógusszám: EA 64391).

## Leírása
A szobor mai nevét Robert Grenville Gayer-Anderson őrnagyról kapta; ő és Mary Stout Shaw ajándékozták a British Museumnak.  A 42 cm magas és 13 cm széles szobor Básztet istennőt ábrázolja. Ékszereket és uadzset-amulettet visel; fülbevalója és orrkarikája talán később került rá. Fején szkarabeusz, mellkasán szárnyas szkarabeusz látható. Egy másolata a kairói Gayer-Anderson Múzeumban van.

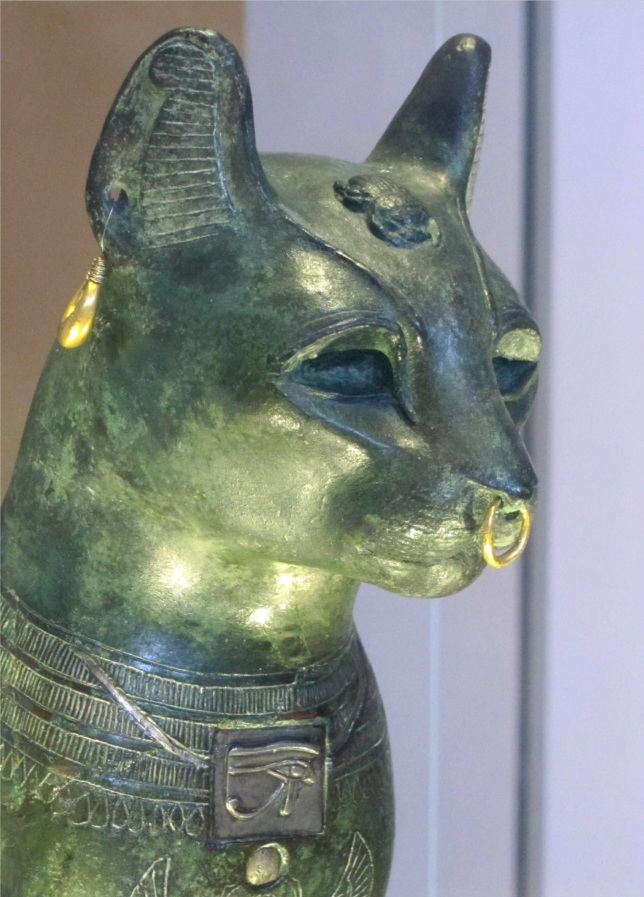
A fej részlete

A szobor rosszabb állapotban van, mint amilyennek a külső szemlélő látja: röntgenfelvételeken látszik, hogy testén repedések futnak végig, és csak belső megerősítésnek köszönhető, hogy a feje nem esik le. Gayer-Anderson őrnagy, aki az 1930-as években elkötelezettje volt a műtárgyak restaurálásának, ezt a macskát is restaurálta; mikor megvásárolta, a szobrot zöldes, helyenként vöröses patina borította, amit óvatosan eltávolított.
A macska viaszvesztéses technikával készült, azaz először viaszból formázták meg, majd ezt agyaggal borították és kiégették; ettől az agyag megszilárdult, a viasz kifolyt, és helyét olvadt fémmel töltötték meg, amely ebben az esetben 85% rézből, 13% ónból, 2% arzénból és 0.2% ólomból állt. Röntgen segítségével még látszanak a viaszbelsőt tartó tűk maradványai. A fémművesek a különböző összetételű fémeknek köszönhetően képesek voltak különféle színeket előállítani; a macska farkának csíkjai ennek köszönhetőek. A szobor eredetileg kő- vagy üvegberakásos szemekkel rendelkezhetett.

## Fordítás
- Ez a szócikk részben vagy egészben  a   Gayer-Anderson cat című angol Wikipédia-szócikk ezen változatának fordításán alapul.  Az eredeti cikk szerkesztőit annak laptörténete sorolja fel. Ez a jelzés csupán a megfogalmazás eredetét és a szerzői jogokat jelzi, nem szolgál a cikkben szereplő információk forrásmegjelöléseként.